# Speelgoedmuseum Deventer
Het Speelgoedmuseum Deventer (voorheen Speelgoed- en blikmuseum) is een museum in Deventer, gevestigd in twee laatmiddeleeuwse koopmanshuizen aan de Brink in de binnenstad van Deventer. Het bezit de grootste openbare collectie speelgoed uit het verre en recente verleden van Nederland.

## Museum en collectie
Het Speelgoedmuseum opende zijn deuren in 1932 in het gebouw De Drie Haringen. Het bestond toen uit een kinderkamer vol speelgoed. In 1971 werd het Museum voor Mechanisch Speelgoed geopend in de Noordenbergstraat in Deventer, mogelijk gemaakt door een particuliere schenking. Dat museum sloot in 1983 en het Speelgoedmuseum verhuisde naar de locatie aan de Brink. Tot 2014 vormde het museum één organisatie met het toen door de gemeente gesloten Historisch Museum Deventer, thans Museum De Waag. Sindsdien vallen beide musea onder de stichting Deventer Verhaal. 
Met meer dan 14.000 objecten beheert het museum de grootste openbare collectie speelgoed van Nederland.
De vaste collectie van het museum bestaat onder andere uit:
- Ongeveer 2000 treinen en mechanisch speelgoed
- Circa 200 poppenhuizen van 1850 tot heden, en ongeveer 350 poppen
- Een verzameling kinderboeken en -prenten
- Optisch speelgoed als kijkdozen, stereoscopen of toverlantaarns
- Constructiespeelgoed, buitenspeelgoed en spellen.

Speelgoedmuseum Deventer wordt sinds 2014 beheerd door de stichting Deventer Verhaal.

## Voorgenomen verhuizing en sluiting
Het voortbestaan van het museum was onzeker en afhankelijk van besluitvorming in de gemeentelijke politiek. In november 2016 besloot de gemeenteraad dat het Speelgoedmuseum zou kunnen verhuizen naar het voormalige kantongerecht Deventer aan de Brink 11 en 12. Hiermee leek het voortbestaan van het museum gewaarborgd. De verhuizing ging niet door.
In november 2019 diende de directeur van het museum, Garrelt Verhoeven, zijn ontslag in omdat de gemeente van plan was het museum te sluiten en de collectie alleen nog te tonen in "pop up"-tentoonstellingen. Ook de Vereniging Rembrandt, die steun had verleend bij het financieren van een deel van de collectie op voorwaarde dat die aan het publiek zou worden getoond, keerde zich tegen het gemeentelijke plan. De voorgenomen sluiting leidde tot protesten.

## Behoud: vernieuwing en heropening
In de gemeenteraad tekende zich – in afwachting van definitieve stemming – alsnog een meerderheid af voor behoud en vernieuwing van het museum. Vanaf 1 februari 2020 was Bart Vermeulen waarnemend directeur. Op 25 mei volgde Ewout van der Horst hem op als algemeen directeur. In maart 2020 werd het museum gesloten om vanaf het najaar van 2020 gerenoveerd te worden. Per september 2021 is het museum heropend. In oktober 2022 is het Speelgoedmuseum uitgeroepen tot Kidsproof Museum 2023. Begin november 2023 is het museum opnieuw uitgeroepen tot Kidsproof Museum label. In datzelfde jaar ontving het Speelgoedmuseum een record aantal bezoekers van 51.000.